# Пуерте дель Конде
18°28′17″ пн. ш. 69°53′30″ зх. д. / 18.471499° пн. ш. 69.89155° зх. д.

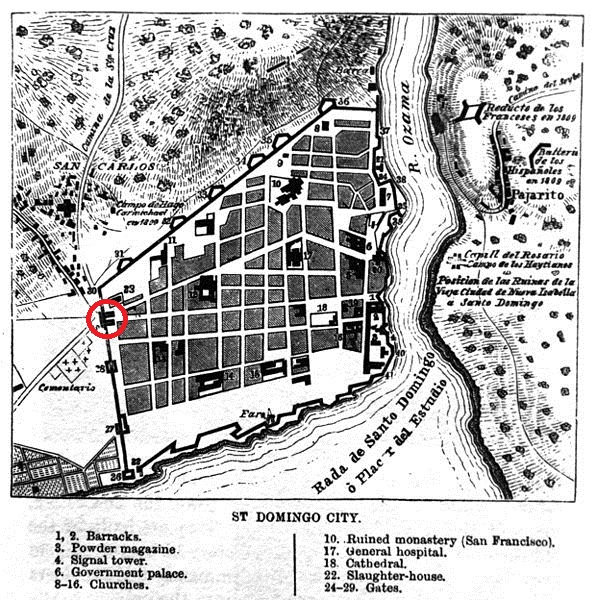
Карта колоніального Санто -Домінго з 1873 року. Червоне коло вказує на місце розташування Ель-Балуарте-дель-Конде.

Пуерте дель Конде (La Puerta del Conde, Брама графа) — головний вхід в укріплене місто Санто-Домінго (на території сучасної Домініканської Республіки), названий на честь генерал-губернатора генерал-капітана Бернардіно де Менесеса Бракамонте і Сапати, першого графа Пеньяльви. Його перебування на посаді врятувало місто від облоги в 1655 р. англійцями генералом Робертом Венеблесом та адміралом Вільямом Пенном на тлі третьої англо-іспанської війни.
Ворота є частиною споруди під назвою Ель-Балуарте-дель-Конде (фортеця графа), форту в колонії Сьюдад, історичний район Санто-Домінго. Форт був частиною більшої системи укріплень, що пролягала вздовж оборонної стіни, що оточувала колонію Сьюдад. Тут розташовані Вівтар Вітчизни та парк Незалежності.
Франциско дель Росаріо Санчес, один з домініканських батьків-засновників, 27 лютого 1844 р. проголосив незалежність Домініканців і підняв перший прапор Домінікани.

## Історія

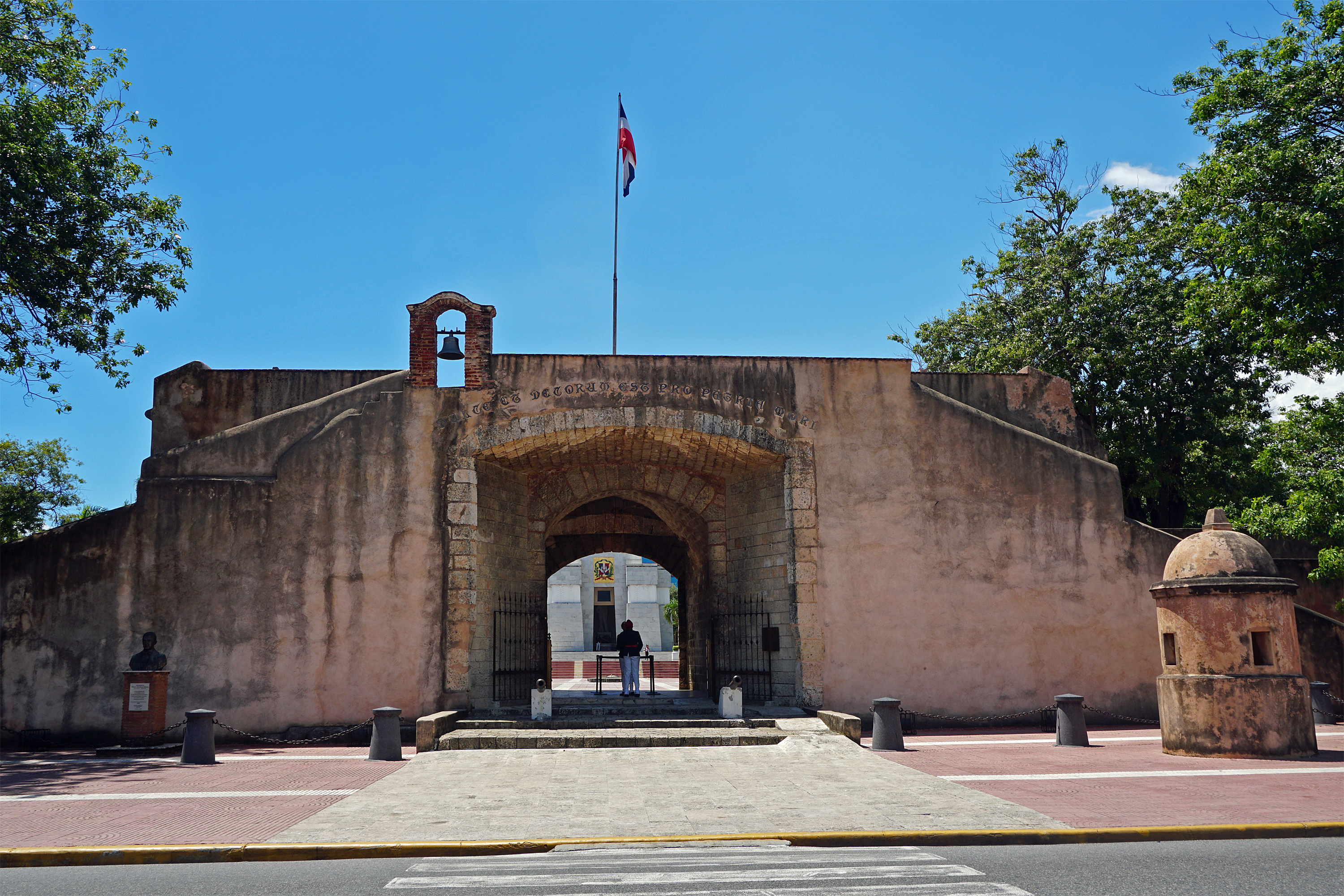
La Puerta del Conde

### Колоніальна епоха
Будівництво цього місця почалося в 1543 році, і спочатку воно називалося Форт Сан-Хенаро. Він був розроблений для захисту Санто-Домінго від вторгнення армій та нападів піратів та корсарів.
Муралла (оборонна стіна) була змінена в 1655 році після того, як англійці на чолі з Вільямом Пенном та Робертом Венеблесом взяли в облогу Санто-Домінго. Вторгнення було зірвано іспанськими військами під командуванням генерал-капітана колонії дона Бернардіно де Менесеса і Бракамонте, графа Пеньальви. Завдяки його доблесті місце було названо на його честь La Puerta del Conde. Стіна була додана до форту Сан-Хенаро, споруди стали нероздільними і відомі з 1655 року як La Puerta del Conde.
Ель-Балуарте-дель-Конде був типовою моделлю бастіонних фортець XVII століття з італійським впливом, які збереглися на Карибах як спадщина укріплень XVII століття. Міська оборонна стіна досягла свого повного розміру приблизно у 18 столітті з додаванням різних оборонних споруд, ефективно обгороджуючи колоніальний Санто-Домінго у п'ятикутнику. La Puerta del Conde був західним входом до колоніального Санто-Домінго. Від оборонних стін, які колись оточували все місто, залишилося не так багато, за винятком кількох секцій з воротами та фортами, включаючи: Ла Пуерта дель Конде, Ла Пуерта де ла Мізерікордія, Фуерте Сан-Хосе, Фуерте-Санта-Барбара, Фуерте-Сан-Гіл тощо.

## Сучасна Домініканська Республіка
Сьогодні La Puerta del Conde служить головним входом до Національного парку, який також називають парком Незалежності. Над аркою La Puerta del Conde написано «ỉDulce et Decori est pro patria moriḯ», латинською мовою, що означає "Дійсно солодко і почесно померти за вітчизну ". Ель-Балуарте-дель-Конде є символом незалежності і містить кілька пам'ятників та споруд, які засвідчують боротьбу домініканців за свободу. Зазвичай прийнято називати форт La Puerta del Conde/Parque Nacional, оскільки це два найбільш помітних і актуальних символів Домініканської Республіки; у парку знаходиться Вівтар Вітчизни.

### Парк Незалежності
El Parque Independencia (Парк Незалежності) — це історичний парк в межах Ель-Балуарте-дель-Конде, названий так тому, що він містить місце, де Домініканська незалежність була проголошена в 1844 році Вівтар де ла Патрія розташований у парку. Парк Незалежності сьогодні обмежений лише частиною оригінальної оборонної стіни Пуерта дель Конде. У 1912 році архітектор Антонін Неходома переробив парк до сучасного стану; через парк більше не було вулиці. Пізніше цей дизайн спростив будівництво вівтаря де ла Патрія.

### Вівтар де ла Патрія

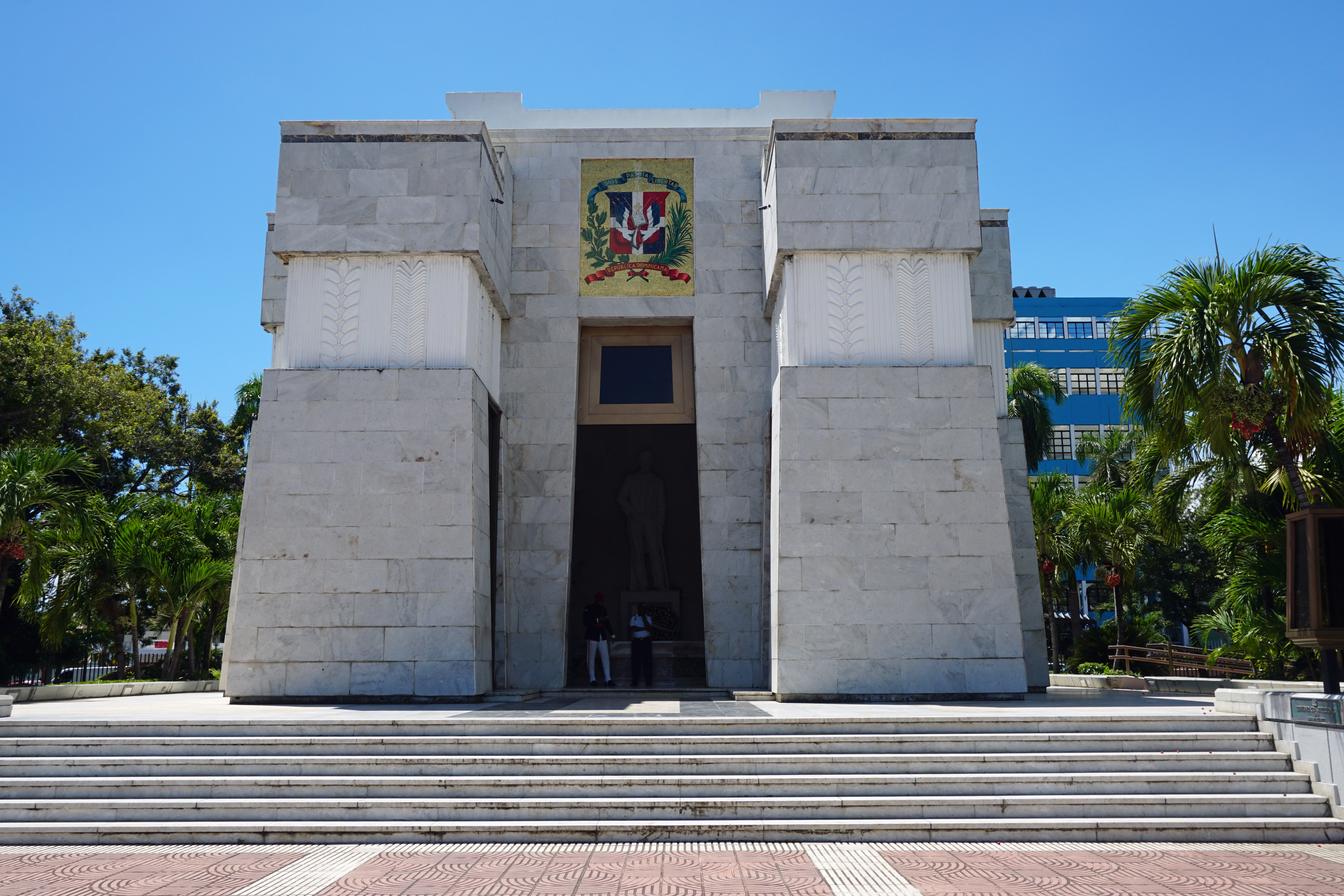
Вівтар де ла Патрія

Алтар де ла Патрія, або Вівтар Вітчизни, — мавзолей з білого мармуру, побудований у 1976 році. У вівтарі зберігаються останки батьків-засновників Домініканської Республіки: Хуана Пабло Дуарте, Франциско дель Росаріо Санчеса та Матіаса Рамона Мелли, Ель-Бохіо Домінікано. Усередині мавзолею є статуї батьків-засновників, вирізані італійським скульптором Ніколасом Арігіні, а також є «вічний вогонь», який запалюється в пам'ять про патріотів.